# Николас Павловић
Николас Павловић (шп. Nicolás Pavlovich; Балкарсе, 14. фебруар 1978) је бивши аргентински фудбалер који је играо на позицији нападача.

## Биографија
Николас Павловић је рођен у месту Балкарсе, провинција Буенос Ајрес, у Аргентини. Пореклом је из Црне Горе, и познат је под надимком Лешинар. Павловић поред аргентинског поседује и италијанско држављанство.

## Каријера
Професионалну каријеру је почео у Њуелс Олд Бојсима 1998. године. Једну сезону је провео на позајмици у нижеразредни Аргентинос Росарио. Од 2002. је у Расингу из Авељанеде, да би се 2003. преселио у руски Сатурн. У Сатурну је провео две сезоне а затим је 2006. наступао за Кајзерслаутерн и мексичку Морелију 2007. године. Исте године се враћа у Аргентину и наступа за Банфилд до 2008.
Након једне сезоне у Банфилду прелази 2008. у Аргентинос Јуниорс са којим 2010. године постаје шампион Аргентине. Исте године постаје члан мексичке Некаксе, а следеће године парагвајског Либертада. Поново се враћа у Аргентину и постаје члан Олимпа 2011. године, да би 2012. прешао у Депортиво Мерло са којим ће убрзо раскинути уговор. Од 2013. је у чилеанској Ла Серени, где ће завршити професионалну каријеру.

## Трофеји

### Аргентинос Јуниорс
- Прва лига Аргентине (1) : Клаусура 2010.